# Náufragos: Vengo de un avión que cayó en las montañas
Náufragos: Vengo de un avión que cayó en las montañas és una pel·lícula documental del 2007 que explica la història de l'equip de rugbi de l'Uruguai que va embarcar en el vol 571 de la Força Aèria Uruguaiana. La pel·lícula inclou entrevistes amb els supervivents que expliquen la seva lluita per sobreviure després que l'avió s'estavella a la serralada dels Andes i com els supervivents van canibalitzar els difunts. Náufragos va ser nominada al Gran Premi del Jurat de Documental al Festival de Cinema de Sundance de 2008 i va guanyar la categoria de millor direcció en documental als premis del Sindicat de Directors de 2008. Es va estrenar el 22 d'octubre de 2007 a Nova York i el 7 de novembre a Los Angeles. El 2022 la versió original es va emetre a TV3, disponible amb subtítols en català.

## Recepció crítica
La pel·lícula va aparèixer a algunes llistes de les millors pel·lícules del 2008. Shawn Levy de The Oregonian la va nomenar la cinquena millor pel·lícula del 2008, i Kenneth Turan del Los Angeles Times la va situar com la vuitena millor pel·lícula de l'any (en un empat a sis).